# شريان بوهلر التفاغري
شريان بوهلر التفاغري (بالإنجليزية: Bühler's anastomotic artery)‏‏ هو تحويلة تفاغرية تربط الشريان المساريقي العلوي مع الشريان البطني في الاتجاه العمودي.
شريان بوهلر هو ظاهرة نادرة تُوجد في 3% من السُكان، ويُعتقد أنهُ أثرٌ غير مسدودٍ للتفاغر الطولي العمودي الموجود خلال النماء السابق للولادة.